# Colombier (Vaud)
Colombier es una antigua comuna suiza del cantón de Vaud, situada en el distrito de Morges.
Hasta el 31 de diciembre de 2007 la comuna formó parte del distrito de Morges, círculo de Colombier. Desde el 1 de julio de 2011 hace parte de la comuna de Echichens tras la fusión de las comunas de Colombier, Echichens, Monnaz y Saint-Saphorin-sur-Morges.

## Geografía
La antigua comuna limitaba al noreste con la comuna de Vullierens, al sureste con Saint-Saphorin-sur-Morges, al sur con Monnaz y Vaux-sur-Morges, al oeste con Clarmont, y al noroeste con Apples, Sévery y Cottens.

## Referencias

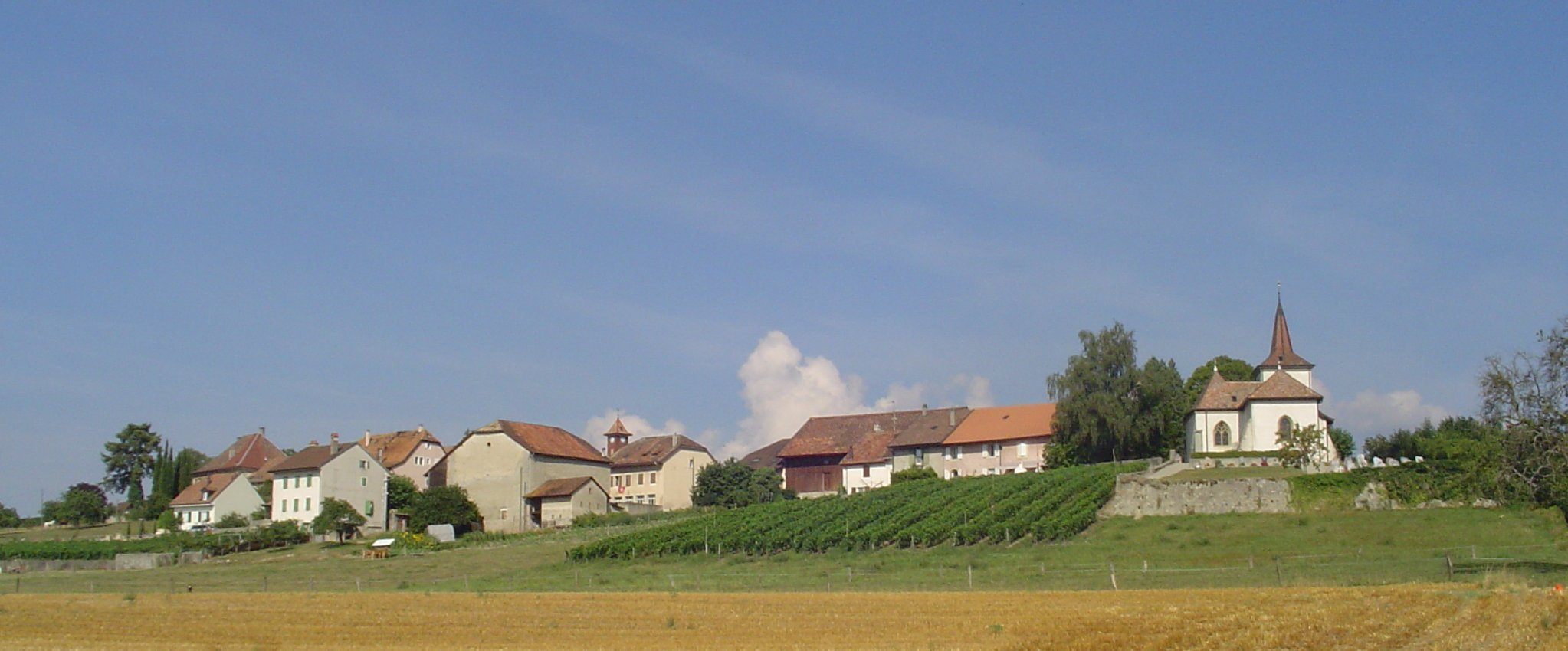
Vista del burgo de Colombier.